# Leontij Trefurt
Leontij Fiodorowicz Trefurt, ros. Леонтий [Отто Лудольф] Федорович Трефурт (ur. 22 lipca 1772 w Narwie, zm. 1 grudnia 1848 w Petersburgu, pochowany w Narwie) – tajny radca, rosyjski urzędnik konsularny i dyplomata.
Pochodził ze starego rodu z Turyngii, który przeniósł się do Rosji w 1726. Trefurt od 1789 był urzędnikiem w Kolegium Spraw Zagranicznych (Коллегия иностранных дел) w Petersburgu, pełnił funkcję adiutanta generalnego feldmarszałka A.W. Suworowa w czasie kampanii szwajcarskiej w 1799, konsulem generalnym (1800-1809) i rezydentem (1809-1816) Rosji w Gdańsku, m.in. w okresie, kiedy Gdańsk był wolnym miastem (1807-1814). 3 października 1813 Senat potwierdził jego szlachectwo. Za służbę był nagrodzony orderem Św. Anny 2 klasy.